# Poix-Terron
Poix-Terron – miejscowość i gmina we Francji, w regionie Grand Est, w departamencie Ardeny.
Według danych na rok 1990 gminę zamieszkiwało 736 osób, a gęstość zaludnienia wynosiła 52 osób/km².